# 伊斯兰国 (政权形式)

穆斯林世界：
伊斯蘭國
伊斯蘭教為國教
憲法未聲明
世俗國家

伊斯蘭國或伊斯蘭政府是一种政府形式，其治理的首要基础是伊斯兰法，从伊斯兰早期开始，各种政府以伊斯兰国形式建立，最早的是穆罕默德本人创建的哈里发国。伊斯蘭教義不承認西方人的民族國家觀，理論上所有穆斯林同屬烏瑪成員。
然而，18世纪以来，“伊斯兰国”一词有着更为具体的现代含义。现代伊斯兰国的概念由穆罕默德·拉希德·里达、赛义德·库特布和阿布·阿拉·毛杜迪等人阐释，在霍梅尼、穆罕默德·奥马尔等宗教领袖的推动下得以建立。和早期的哈里发国家不同，现代部分伊斯兰国不再坚持君主制，而是兼容了（至少在名義上）诸如选举、议会制、司法审查、人民主权等现代政治制度。非君主制的伊斯兰国通常被称为伊斯兰共和国。
如今，并非所有穆斯林国家都是伊斯兰国，但很多穆斯林占多数的国家全部或者部分承认伊斯兰法的法律效力，某些穆斯林国家的宪法规定伊斯兰教为国教，但并不施行伊斯兰法。

## 历史上的伊斯兰国

### 早期伊斯兰政权
哈里发国一词指622年穆罕默德根据《麦地那宪法》建立的政府体制，其代表了穆斯林烏瑪的统一，虽然其并不总能包括穆斯林的全部宗教社群（例如哈瓦利吉派和什叶派）。哈里发国家随后由穆罕穆德的门徒领导。阿拉伯帝国在倭马亚王朝时期（622年-750年）和阿拔斯王朝时期（750年-1258年）急剧扩张。

### 指导原则
伊斯兰国的指导原则是Al-Shura，对此概念不同的学者有不同的观点，但大多穆斯林学者认为伊斯兰al-Shura应该包括：
- 遵循伊斯兰教教导的会议或咨询机构
- 咨询依据《古兰经》和聖行的指引
- 选举产生领袖，主持该会议
- 讨论应依据mushawarah和mudhakarah
- 所有成员应有平等机会表达观点
- 议题应当符合公共利益
- 如果多数人观点不违反《古兰经》或圣行，则应被采纳

### 奥斯曼哈里发的复兴与废除
自从1258年蒙古军队攻陷巴格达并杀死阿拔斯王朝末代哈里發穆斯台绥木之后，长达数百年内哈里发之位一直处于争议之中，很多统治者及“影子哈利法”都自命此职，直到奥斯曼苏丹塞利姆一世（1512年–1520年）重获哈里发之位。
奥斯曼哈里发作为奥斯曼帝国的职位于1924年在凱末爾改革中被废除，该举措在印度遭到最为激烈的反对，当时甘地和印度穆斯林在基拉法特运动中团结在奥斯曼哈里发的象征之下，基拉法特运动试图恢复被凯末尔废黜的哈里发，并促使奥斯曼帝国政治上抵抗英帝国，这一反帝国主义的国际联系证明是20世纪初期印度民族独立运动中的一个激励力量。

## 现代的伊斯兰国

### 起源于20世纪民族主义和反帝运动
有巴基斯坦学者认为，伊斯兰国这一术语在20世纪之前从未在穆斯林政治的理论或实践中使用过，西方的伊斯兰学者同意这一说法。
“伊斯兰国”这一概念在现代的出现要归功于巴基斯坦穆斯林神学家馬杜迪，他创建了政党巴基斯坦穆斯林聯盟，并启发了霍梅尼等伊斯兰革命者。馬杜迪早期的政治活动深受印度反殖民运动的影响，尤其是在1924年突然废黜奥斯曼哈里发激起了反英情绪之后。
伊斯兰国被认为是介于民主制和社会主义之间的第三条道路。馬杜迪早在其1941年对伊斯兰经济的论述中就既反对自由放任的资本主义，也反对社会主义对经济的国家干预，这和穆罕默德·巴基尔·萨德尔在1961年所作的《我们的经济学》（Our Economics）一书所提出的观点相似。馬杜迪设想，理想的伊斯兰国把选举政治的民主原则与关心穷人的社会主义原则结合起来。

### 当今的伊斯兰国
如今，很多穆斯林国家国家将伊斯兰法全部或部分地纳入法律体系之中。某些穆斯林国家在其宪法中规定伊斯兰教为国教，但法院并不适用伊斯兰法。巴基斯坦、伊朗、阿富汗等不采用君主制的伊斯兰国通常称为伊斯兰共和国。巴基斯坦在其1956年宪法中采用了这一国名，毛里塔尼亚于1958年11月28日采用了这一国名。伊朗在1979年伊斯兰革命推翻巴列维王朝后采用了这一国名。在伊朗，该政体被称为法基赫的監護。阿富汗在共产党政权被推翻后，自1992年起建立了伊斯兰国（阿富汗伊斯兰国），但随后塔利班自1996年开始在其控制区建立了阿富汗伊斯蘭酋長國，2001年塔利班被推翻后，阿富汗名为阿富汗伊斯兰共和国直至2021年塔利班重新夺取政权。尽管这些国家名称相近，但其政府和法律差异很大。
泛伊斯兰主义是一种宗教民族主义，主张穆斯林世界统一为单一的伊斯兰国，常称为哈里发国。